# Comuna Bedekovčina, Krapina-Zagorje
Bedekovčina este o comună în cantonul Krapina-Zagorje, Croația, având o populație de 8.041 de locuitori (2011).

## Demografie
Componența etnică a comunei Bedekovčina
     Croați (99,32%)
     Necunoscut (0%)
     Neclasificat (0,41%)
Componența confesională a comunei Bedekovčina
     Catolici (96,89%)
     Fără religie și atei (1,14%)
     Necunoscută (0,96%)
     Alte religii (1,01%)
Conform recensământului din 2011, comuna Bedekovčina avea 8.041 de locuitori. Din punct de vedere etnic, majoritatea locuitorilor (99,32%) erau croați. Din punct de vedere confesional, majoritatea locuitorilor (96,89%) erau catolici, cu o minoritate de persoane fără religie și atei (1,14%). Pentru 0,96% din locuitori nu este cunoscută apartenența confesională.